# Nils Aschan

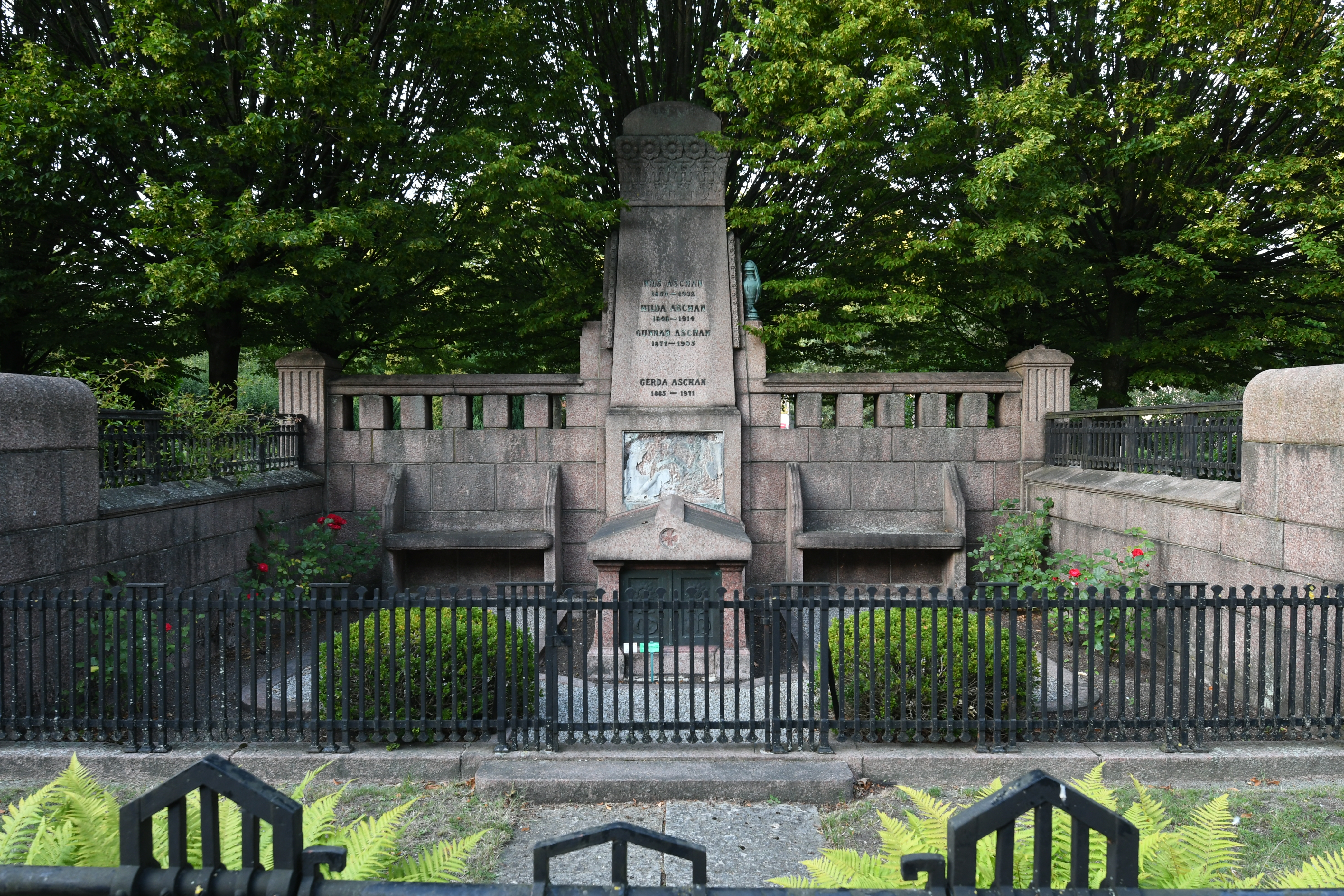
Nils Aschans grav på Sankt Pauli mellersta kyrkogård.

Nils Aschan, född 4 november 1850 i Balkåkra socken, Malmöhus län, död 2 december 1932 på Ulricehamns sanatorium, skriven i Genarps församling, Malmöhus län, var en svensk stadsfiskal.
Aschan anställd på Oxie med flera häraders kronofogdekontor 1868–1874, blev tillförordnad stadsfiskal i Malmö 1874 och var ordinarie stadsfiskal där 1875–1907. 
Aschan var styrelseordförande i Malmö Läderfabriks AB, Ryska Gummifabriks AB, AB Sveriges Förenade Hattfabrik, AB O-System Kläder samt styrelseledamot i Förenade Gummifabriks AB, AB Hippodromen, AB Kritbruksbolaget i Malmö (Kvarnby) och Malmö–Genarps Nya Järnvägs AB.
Aschan inköpte 1928 Toppeladugårds slott på grund av missnöje med spritransoneringen i Malmö, något som omtalas i visan Skånska slott och herresäten.
Aschan var son till soldaten Per Nilsson Dygd och Inger Nilsdotter. Han saknade därigenom släktskap med såväl släkten Aschan från Östergötland som den finländska släkten med samma namn. Han ingick 1876 äktenskap med Hilda Eleonora Hopp (1848–1914) och fick sonen Gunnar Fredrik Karl Aschan (1877–1905), banktjänsteman. Han gifte senare om sig med Gerda Salomina Hoppe (död 1971).
Nils Aschan är begravd på Sankt Pauli mellersta kyrkogård (kvarteret Annelund, gravplats 223) i Malmö. Här ligger även hustrun Hilda, sonen Gunnar och den senare hustrun Gerda.